# 14068 Hauserová
14068 Hauserová là một tiểu hành tinh vành đai chính với chu kỳ quỹ đạo là 1546.1808795 ngày (4.23 năm).
Nó được phát hiện ngày 21 tháng 4 năm 1996.